# The Lucky One (Lied)
The Lucky One (englisch für Der Glückliche) ist ein englischsprachiger Popsong, getextet von Sharon Vaughn und komponiert und interpretiert vom estnischen Sänger Uku Suviste. Mit dem Titel hat er Estland beim Eurovision Song Contest 2021 in Rotterdam vertreten.

## Hintergrund und Produktion
Nachdem Suviste die Show Eesti Laul 2020 gewonnen hatte, sollte er Estland beim Eurovision Song Contest 2020 mit dem Titel What Love Is vertreten, jedoch wurde der Wettbewerb aufgrund der COVID-19-Pandemie abgesagt. Im November 2020 gab die Rundfunkanstalt Eesti Rahvusringhääling bekannt, dass Suviste am kommenden Eesti Laul teilnehmen werde. Diese Show konnte er erneut gewinnen, sodass er Estland 2021 beim Eurovision Song Contest vertrat.
Suviste komponierte die Musik, der Text entstand wie bereits im Jahr zuvor durch Sharon Vaughn. Produziert wurde The Lucky One von Dimitris Kontopoulos. Die Abmischung und das Mastering erfolgte durch Andrei Konoplew.

## Musik und Text
Der Titel ist im typischen Schema mit zwei Strophen aufgebaut, welche sich durch einen Refrain abwechseln, sowie einer Bridge vor der letzten Wiederholung des Refrains. Im Titel singt Suviste von einer Person, welche gegangen sei und alles durcheinander gebracht habe. Er frage sich, ob die Person je darüber nachgedacht habe, wie sehr die Beziehung ihr bedeutet habe.

## Beim Eurovision Song Contest
Die Europäische Rundfunkunion kündigte am 17. November 2020 an, dass die ausgeloste Startreihenfolge für den 2020 abgesagten Eurovision Song Contest beibehalten werde. Estland trat somit in der ersten Hälfte des zweiten Halbfinale am 20. Mai 2021 an. Am 30. März gab der Ausrichter bekannt, dass Estland die Startnummer 2 erhalten hat.

## Rezeption
Der Titel wurde vom deutschsprachigen Blog ESC Kompakt größtenteils schlecht aufgenommen. Der Sänger liefere ein „sehr ähnliches Rezept wie im Vorjahr ab“. Der Titel sei im Grunde derselbe wie im Vorjahr, jedoch mit minimalen Änderungen.

## Veröffentlichung
Der Titel wurde am 7. Dezember 2020 kommerziell veröffentlicht. Zwei Tage zuvor wurde das Musikvideo präsentiert. Es entstand unter der Regie von Jaagup Tuisk.